# ロッキード ビッグ・ディッパー

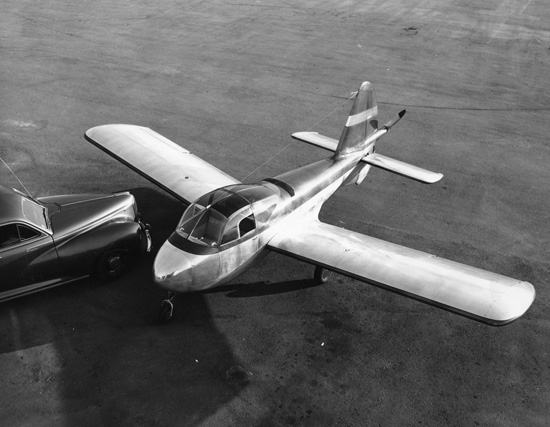
Lockheed Model 34 Big Dipper

ロッキード ビッグ・ディッパー（Lockheed Model 34 Big Dipper）は第二次世界大戦末期にアメリカ合衆国のロッキード社が戦後の民間用軽飛行機などの需要を見込んで開発した2座席の軽飛行機である。1機が試作され、テスト飛行を行ったが事故で失われた。

## 概要
1944年の末に、第二次世界大戦後に軍用機の発注が減少することを見込んで、ロッキードでは、自家用機と軍用の連絡機として使用できる2座席の機体の開発を行った。機名は北斗七星のことである。
バーバンク工場で設計された機体は支柱などのない低翼単葉機で、エンジンをキャビンの後方に置いて、延長シャフトで、尾部のプロペラを駆動する設計であった。空冷エンジンの冷却はファンで機体下部から取り込んで行われた。1945年7月にバーバンク工場で完成した。開発は秘密のうちに行われ、完成した機体は陸路パームデール飛行場に運ばれ、1945年12月10日に初飛行を行い、40時間ほどの試験飛行が行われた。良好な操縦性、性能を示したが、迎え角の大きい上昇時に、翼の一部に失速をおこす不具合が発見された。改善のためにバーバンク工場に飛行して戻るときにも秘密を守るために、短くて、やや上り坂の短い滑走路を用いることにした。その結果、試作機は失速し、墜落して失われた。ロッキードの見込んだ戦後の自家用飛行機の市場の拡大も見込まれないということから、ロッキードの軽飛行機開発のプロジェクトは中止された。

## 諸元
- 乗員： 2名
- 全長： 6.76 m
- 全幅： 9.45 m
- 全高： 2.69 m
- 自重： 424 kg
- 全備重量：658 kg
- 発動機： 1 × Continental C-100-12 piston engine, 100 hp
- 最大速度： 219 km/h
- 巡航速度： 191 km/h
- 実用上昇限度： 4,875 m